# Kommunist
Le nom de Kommunist désigne le groupe et la publication des « Communistes de gauche » du Parti bolchevik, militant contre la direction léniniste du Parti. Kommunist, édité par le comité de Pétrograd du Parti bolchevik, paraît du 4 mars au 19 mars 1918 (11 numéros sous la forme journal) puis édité par le comité de Moscou d'avril à juin (une revue, 4 numéros). 
Kommunist s'oppose aux efforts de Lénine pour trouver un terrain d'entente avec les milieux industriels et plus globalement au capitalisme d’État. Il se prononce contre les dispositions relatives à la discipline du travail et au rendement, contre le taylorisme et la gestion personnelle, contre l'octroi de postes de responsabilité aux spécialistes bourgeois. À l'inverse, les Communistes de gauche — Boukharine, Ossinski, Preobrajenski, Piatakov etc. — sont partisans d'une large autonomie des Soviets et de la création d'une armée prolétarienne : « Le Parti devra vite décider jusqu'à quel degré la dictature d'individus devra être étendue des chemins de fer et d'autres branches de l'économie au Parti lui-même ».
L'agitation organisée par Kommunist est aussi vive que brève. Ses principaux leaders retrouvent la ligne générale rapidement dès l'introduction du « communisme de guerre », qui reprend la plupart de leurs propositions sur le plan économique. Un dernier numéro du journal, publié en mai 1918, l'est comme « journal privé fractionnel ». Le 5 de ce même mois, dans un article de la Pravda, Lénine dénonce les positions de Kommunist avec vigueur : « nos “communistes de gauche”, qui aiment aussi se qualifier de “communistes prolétariens”, car ils n'ont pas grand-chose de prolétarien et sont surtout des petits-bourgeois, ne savent pas réfléchir au rapport des forces ni à la nécessité d'en tenir compte », ce qui signe l'arrêt de mort de ce courant. Certains anciens de Kommunist, comme Karl Radek, rentrèrent dans le rang, mais d'autres, à des degrés divers, (Alexandra Kollontaï, Gavril Miasnikov, Ossinski, etc.) se retrouveront dans les tendances oppositionnelles qui apparaîtront ultérieurement en Russie ou à l'étranger jusqu'au stalinisme. 